# An Stòrr
L'Stòrr és una muntanya rocosa d'origen basàltic situada a l'oest de la península de Tròndairnis (anglès Trotternish), al nord de l'illa de An t-Eilean Sgitheanach (Skye), a Escòcia. An Stòrr és una de les principals atraccions turístiques de l'illa. El nom de Bodach an Stòrr ve d'un terme del nòrdic antic que significaria home gran.

## Situació
An Stòrr es troba a l'oest de la península de Tròndairnis, molt a prop de l'estret que separa l'illa de Skye de la de Raasay. Als seus peus hi ha el llac Leathan i la carretera que uneix la població de Portree amb el nucli de Culnacnock.
La cara oriental és la més coneguda pels penya-segats de basalt espectaculars, i la costa occidental presenta costes suaus i verdes.

## Descripció

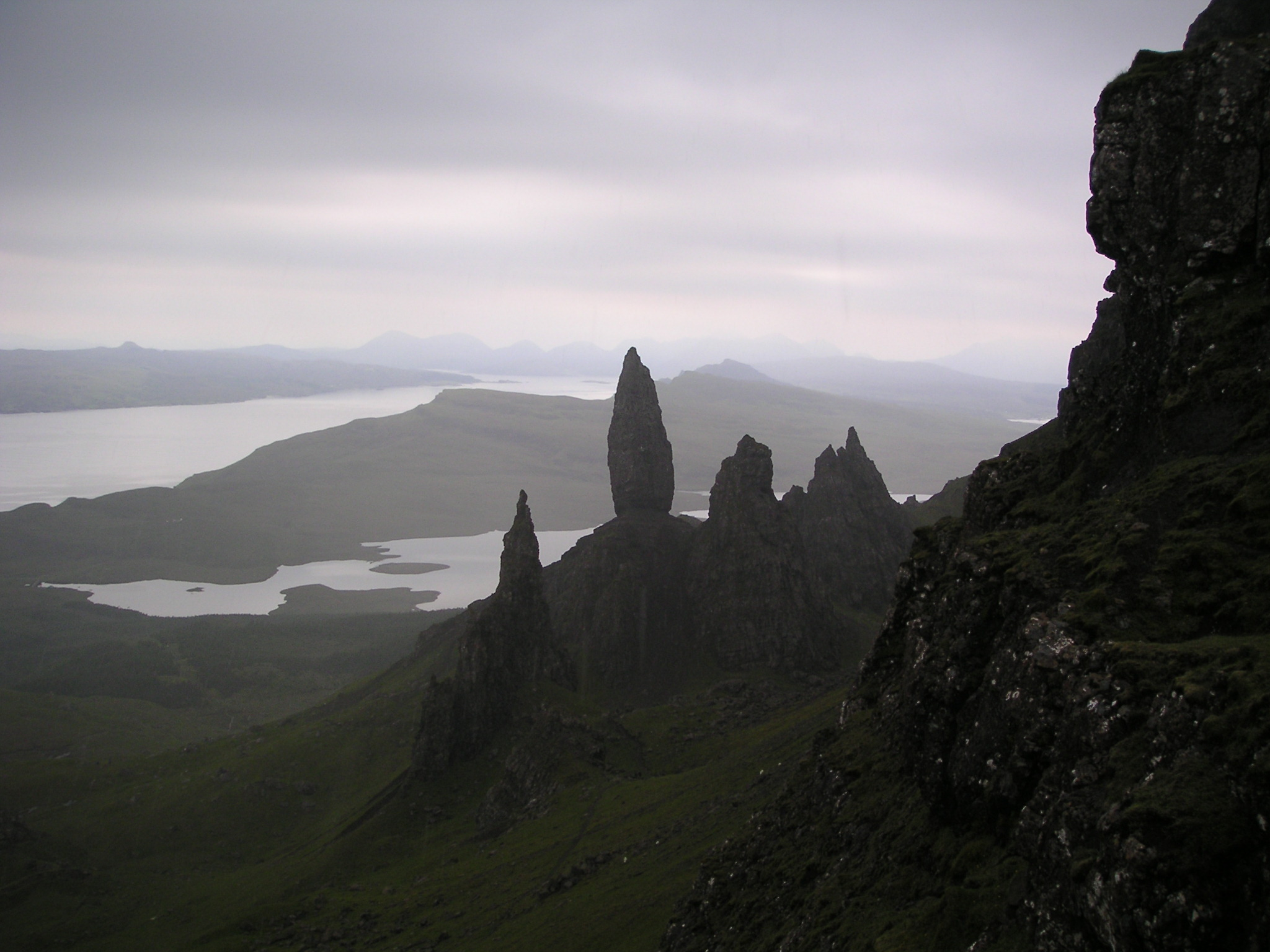
Vista del Vell de Stòrr; al fons, el llac Leathan i l'illa de Raasay

El punt més alt d'An Stòrr se situa a 719 m d'altura. Es tracta d'un graham (muntanyes escoceses d'altures compreses entre els 2.000 i els 3.000 peus). L'àrea de penya-segats es coneix amb el nom del Santuari, i està composta d'una paret rugosa d'uns 300 metres de llarg i una dotzena de petites agulles d'origen volcànic, d'entre les quals destaca el Vell de Stòrr (Old of Storr en anglès), per la seva peculiar forma de menhir i el seu aparent equilibri inestable. Fins al cim de l'Stòrr s'hi accedeix per un camí habilitat, d'ascens intens però senzill de 1.500 metres, que passa entre boscos de coníferes (primer) i prats (després). El Vell de Stòrr, de 50 metres d'altura, fou escalat per primer cop el 1955 pels muntanyistes Whillan i James Barber.